# Piedade Coutinho-Tavares
Piedade Coutinho-Tavares da Silva (ur. 2 maja 1920 w Rio de Janeiro, zm. 14 października 1997) – brazylijska pływaczka, medalistka igrzysk panamerykańskich, olimpijka.
Coutinho-Tavares wystartowała na igrzyskach olimpijskich trzykrotnie. Po raz pierwszy jako szesnastolatka podczas Igrzysk Olimpijskich w Berlinie w 1936 roku. Wzięła wtedy udział w dwóch konkurencjach pływackich. Na dystansie 100 metrów stylem dowolnym wystartowała w wyścigu eliminacyjnym numer trzy. Z czasem 1:09,4 zajęła trzecie miejsce i przeszła do fazy półfinałowej. W pierwszym półfinale zajęła piąte miejsce z czasem 1:09,6 i odpadła z dalszej rywalizacji. Na drugim dystansie, 400 metrów stylem dowolnym, zajęła trzecie miejsce w wyścigu eliminacyjnym i przeszła do półfinału. W drugim wyścigu półfinałowym zajęła drugie miejsce z czasem 5:42,5, przegrywając jedynie z późniejszą zdobywczynią srebrnego medalu, Dunką Ragnhild Hveger. Ostatecznie w finale zajęła piąte miejsce, co było jej najlepszym rezultatem w ogóle na igrzyskach olimpijskich.
Dwanaście lat później, podczas Igrzysk Olimpijskich w Londynie, dwudziestoośmioletnia Tavares wystartowała na dwóch dystansach pływackich. Na 400 metrów stylem dowolnym Brazylijka trzeci wyścig eliminacyjny wygrała ex aequo z Amerykanką Brenda Helser z czasem 5:30,0. Półfinał zakończyła na trzecim miejscu i awansowała do finału, w którym zajęła szóste miejsce z czasem 5:29,4. W sztafecie 4 × 100 m stylem dowolnym Tavares płynęła na ostatniej, czwartej zmianie. Wraz z koleżankami drużyny zajęła w finale szóste miejsce.
W 1952 roku, podczas Igrzysk w Helsinkach, Tavares wystartowała jedynie na dystansie 400 metrów stylem dowolnym. W eliminacjach zajęła w swoim wyścigu trzecie miejsce z czasem 5:26,9. W półfinale zajęła ostatnie, siódme miejsce w swoim wyścigu.
Coutinho-Tavares była medalistką igrzysk panamerykańskich. Podczas I Igrzysk Panamerykańskich w Buenos Aires w 1951 roku, Brazylijka zdobyła dwa brązowe medale: w wyścigu na 400 metrów stylem dowolnym oraz w sztafecie 4 × 100 metrów stylem dowolnym.